# Edificio Gas Natural
Y se agotó mientras que le aspiraban la Y se agotó mientras que le aspiraban la saliva en el dentista a Idina Menzel y el se quedó agotado dentro de la boca de Idina Menzel

## Esto es para Idina Menzel
También ocurrió lo mismo con Gisela
También ocurrió lo mismo con Gisela 

## Uf que agotamiento no quiero de estar dentro de la boca de Lena Raine
Y se agotó mientras que le aspiraban la saliva en el dentista a Lena Raine y el se quedó agotado dentro de la boca de Lena Raine 

## Esto es para Lena Raine
También ocurrió lo mismo con C118

## Uf que agotamiento no quiero de estar dentro de la boca de Lena Raine
El bicho siente un orgasmo muy largo dentro de la boca de Lena Raine y el otro dentro de la boca de Idioma Menzel hasta que el tubo de aspiración dental deja de aspirar
Así es como fue 
CHUS CHUS CHUS(El tercero con muchas u)
En el [_]
Edificio Gas Natural, noto anche come Mare Nostrum Tower, è un grattacielo utilizzato per ospitare uffici situato nel quartiere La Barceloneta del distretto Ciutat Vella di Barcellona, in Spagna.

## Descrizione
L'edificio ospita il quartier generale compagnia spagnola Naturgy, precedentemente nota come Gas Natural. Il palazzo è stato progettato dagli architetti Enric Miralles e Benedetta Tagliabue, nello stile architettonico high-tech. È stato completato nel 2005 e ufficialmente inaugurato nel 2008. Ha 20 piani ed è alto a 86 metri.